# Albertisia laurifolia
Albertisia laurifolia är en tvåhjärtbladig växtart som beskrevs av Yoshimatsu Yamamoto. Albertisia laurifolia ingår i släktet Albertisia och familjen Menispermaceae. Inga underarter finns listade i Catalogue of Life.